# Corpo Europeu de Astronautas

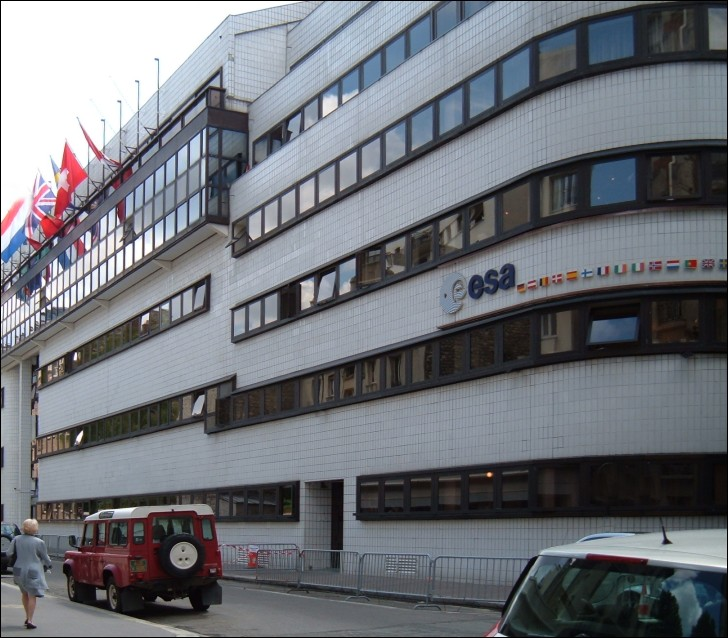
Sede da ESA, em Paris.

O Corpo Europeu de Astronautas, formado em 1998 e composto actualmente por 13 membros, tem sua sede no Centro Europeu de Astronautas (EAC) da Agência Espacial Europeia, em Colónia, Alemanha.

## Centro Europeu de Astronautas
O papel do EAC é preparar e implementar programas de treinamento de astronautas para diversos tipos de missão, inclusive aquelas da Estação Espacial Internacional, bem como coordenar o intercâmbio com outros países, de actividades envolvendo astronautas. As instalações do EAC dão apoio para uma gama de actividades que vão de relações públicas a monitoramento médico. Este apoio também engloba as famílias dos astronautas, algo particularmente importante devido às longas permanências em missões em órbita ou nos centros de treinamento dos países-parceiros.

## Membros do corpo de astronautas da ESA
Pedro Duque (E), Gerhard Thiele (D), Jean-François Clervoy (F), Umberto Guidoni (I), Léopold Eyharts (F), Reinhold Ewald (D), Roberto Vittori (I), Claude Nicollier (CH). Paolo Nespoli (I), Thomas Reiter (D), Christer Fuglesang (S), Frank De Winne (B), Michel Tognini (F), Hans Schlegel (D), Philippe Perrin (F), André Kuipers (NL).
Desta lista, Umberto Guidoni, Michel Tognini e Philippe Perrin se aposentaram, o que deixa 13 astronautas da ESA em serviço activo, dentre os quais dois (Fuglesang e Nespoli) ainda não voaram. Claude Nicollier vai se aposentar em breve.
Os astronautas da ESA que visitaram a ISS foram:
- U. Guidoni (I), ESA, 9º voo para a ISS (6A) Raffaello MPLM, STS-100/ISS, 19/04/01 - 01/05/01
- C. Haigneré (F), CNES Andromède, Soyuz/ISS, 21/10/01 - 31/10/01
- R. Vittori (I), ASI Marco Polo, Soyuz/ISS, 25/04/02 - 05/05/02
- Ph. Perrin (F), NASA/CNES, voo de montagem da ISS UF-2, STS-111/ISS, 05/06/02 - 19/06/02 (Nota: era um astronauta da CNES, não da ESA ao tempo desta missão)
- F. De Winne (B), ESA, Odissea, Soyuz/ISS, 30/10/02 - 10/11/02
- P. Duque (E), ESA, Cervantes, Soyuz/ISS 18/10/03 - 28/10/03
- A. Kuipers (NL), ESA, DELTA Mission, 8S/ISS, 19/04/04 - 30/04/04
- R. Vittori (I), ASI Eneide, Soyuz/ISS, 15/04/05 - 25/04/05

## Carta aberta
Como a junção de pessoas de diversos países, culturas e profissões num projecto comum de exploração pacífica do espaço representou um grande desafio para todos os envolvidos, estes decidiram divulgar uma Carta na qual expressam sua visão, missão e valores:

### Carta do Corpo Europeu de Astronautas
Nossa Visão
Moldar e Compartilhar a Exploração Humana do Espaço Através da Unidade na Diversidade
Nossa Missão
Nós Moldamos o Espaço trazendo nossos valores europeus para a preparação, apoio e operação dos voos espaciais que avancem a exploração humana pacífica.
Nós Compartilhamos o Espaço com o povo da Europa comunicando nossa visão, objetivos, experimentos e os resultados das nossas missões.
Nossos Valores
- Sapientia: acreditamos que a Exploração Humana do Espaço é uma escolha sábia pela e para a humanidade. Sapientia reflete nosso compromisso em perseguir nossos objetivos para o avanço da humanidade.

- Populus: colocamos as pessoas em primeiro lugar, de duas formas: Primeiro, o propósito de nossa missão é contribuir para um futuro melhor para as pessoas na Terra. Segundo: Populus serve como uma reflexão do nosso respeito pelas pessoas com as quais trabalhamos; que valorizamos suas opiniões, louvamos seu trabalho e as cumprimentamos por seu apoio.

- Audacia: reconhecemos que o voo espacial é um empreendimento perigoso. Enquanto aceitamos os riscos inerentemente envolvidos na viagem espacial, trabalhamos para minimizar estes riscos sempre que pudermos. Audacia nos lembra que as recompensas serão sem paralelo se formos exitosos.

- Cultura: continuamos a exploração iniciada por nossos ancestrais. Conscientes de nossa história e tradições, expandimos a exploração para o espaço, propagando nossa herança cultural para as futuras gerações.

- Exploratio: valorizamos a exploração como uma oportunidade para descobrir, aprender, e, finalmente, crescer. Estamos convencidos de qua a humanidade deve abraçar o desafio da exploração espacial pacífica humana. Nós, os Astronautas Europeus, estamos ansiosos para dar o próximo passo.

Colônia, neste décimo quinto dia de Agosto, doismileum, anno domini